# 道の駅レスティ 唐古・鍵
道の駅レスティ 唐古・鍵（みちのえき レスティ からこ・かぎ）は、奈良県磯城郡田原本町大字唐古にある国道24号の道の駅である。

## 施設
建物は3階建で、3階には展望室が設置されている。
- 駐車場 85台[3]
  - 観光バス 10台[4]
  - 普通車 75台[4]
- トイレ 38器
- 農産物・特産品等販売施設
  - 農産物直売所（1階）
  - Kagi Bakery（カギベーカリー、1階） - 高級生食パン「黄金の生食パン 極」[6]や田原本町産のメロンを使用したジェラート（期間限定）[5]が販売されている。
  - からこカフェ（レストラン、2階）[6]
  - 多目的室（2階）
  - 休憩室・展望エリア（3階）

### 管理団体
- 設置者：田原本町
- 指定管理者：奈良交通[4][6]

## 交通アクセス
- 国道24号（登録路線）

自動車
- 西名阪自動車道郡山ICより10分。
- 京奈和自動車道三宅ICより5分。

鉄道
- 近畿日本鉄道（近鉄）橿原線石見駅より徒歩15分。

## 周辺
- 唐古・鍵遺跡史跡公園[4][6]
  - 当道の駅のオープンに合わせ開業[7]。駅名の由来となっており、駅名の「レスティ」とはイタリア語で遺跡を意味する[8]。